# Kansui-ryū
Kansui-ryū (japonès: 寛水流, hiroshi suiryū) és un estil de full contact karate fundat per Yukio Mizutani i Kanji Inoki el 1979 a la prefectura de Mie, al Japó.